# Karl Martin Schade
Karl Martin Schade (tschechisch Karel Schade, * 17. Januar 1862 in Rokycany, Kaisertum Österreich; † 20. Februar 1954 in Wien) war ein österreichischer Landschaftsmaler.

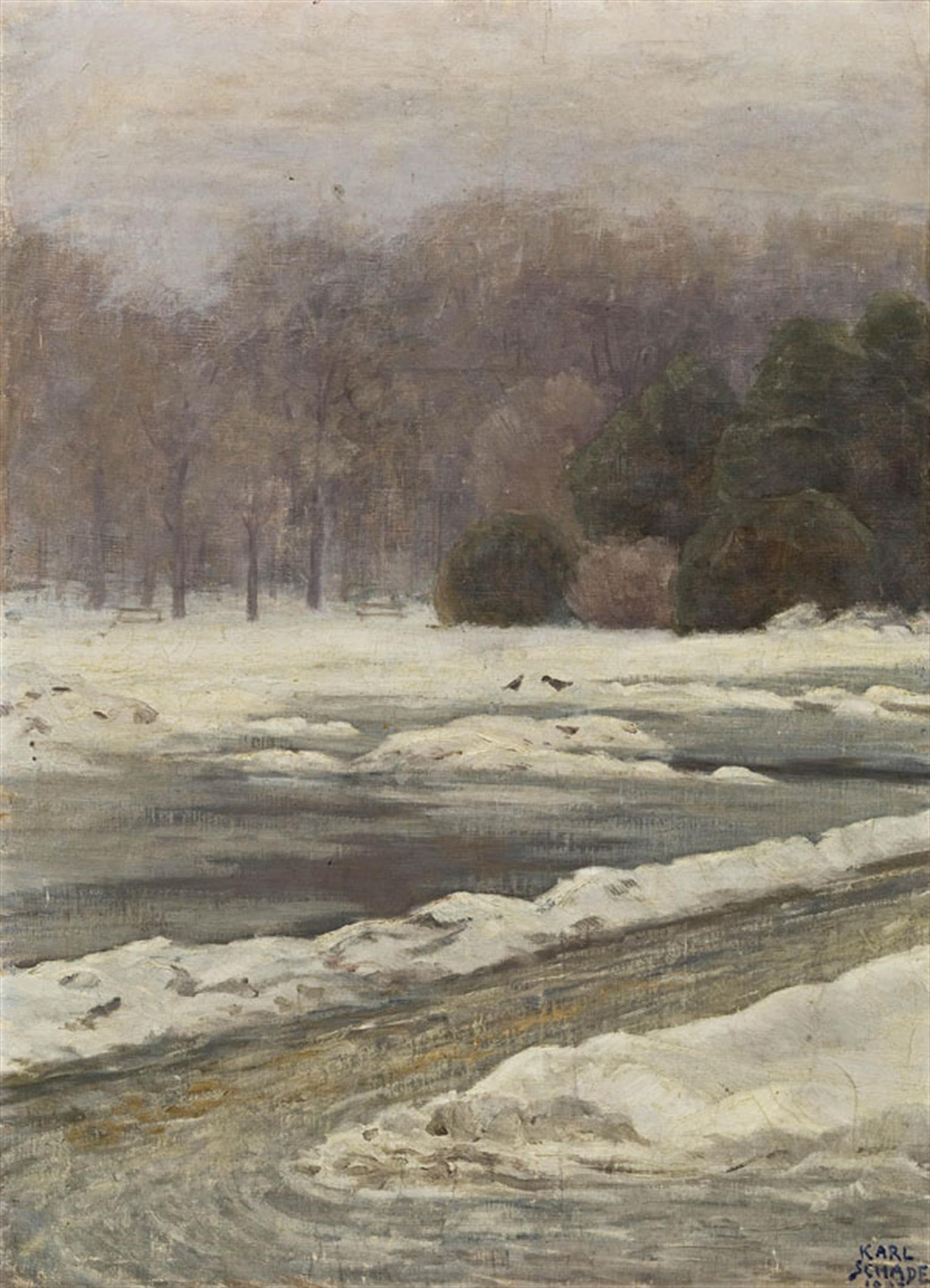
Schneeschmelze (1893)

## Leben
Karl Martin Schade studierte ab 1881 an der Wiener Kunstgewerbeschule des k.k. Österreichischen Museums für Kunst und Industrie, danach von 1882 bis 1885 an der Akademie der bildenden Künste Wien. Von 1889 bis 1890 war er Schüler von Ludwig Minnigerode.
Schade nahm an Kunstausstellungen in Wien, München, Brünn und Prag teil. 1932 erhielt er das Goldene Verdienstzeichen der Republik Österreich.
1935 wurden seine Bilder auf einer Kollektiv-Ausstellung mit 70 Werken im Palmenhaus im Wiener Burggarten ausgestellt.